# Earias roseana
Earias roseana är en fjärilsart som beskrevs av Leo Andrejewitsch Sheljuzhko 1926. Earias roseana ingår i släktet Earias och familjen trågspinnare. Inga underarter finns listade i Catalogue of Life.